# Pachyceramyia cordyluroides
Pachyceramyia cordyluroides är en tvåvingeart som först beskrevs av Stein 1898.  Pachyceramyia cordyluroides ingår i släktet Pachyceramyia och familjen husflugor. Inga underarter finns listade i Catalogue of Life.